# Felcourt
Felcourt är en by i Surrey i England. Byn är belägen 39,3 km 
från Guildford. Orten har 566 invånare (2015).